# Río Bravo (Messico)
Río Bravo è una municipalità dello stato di Tamaulipas, nel Messico settentrionale, il cui capoluogo è la omonima località.
Conta 118.259 abitanti (2010) e ha una estensione di 1.583,54 km².
Il paese deve il suo nome a Río Bravo, nome spagnolo del fiume Rio Grande, che segna il confine tra Stati Uniti e Messico.